# Dorfkirche Vilz

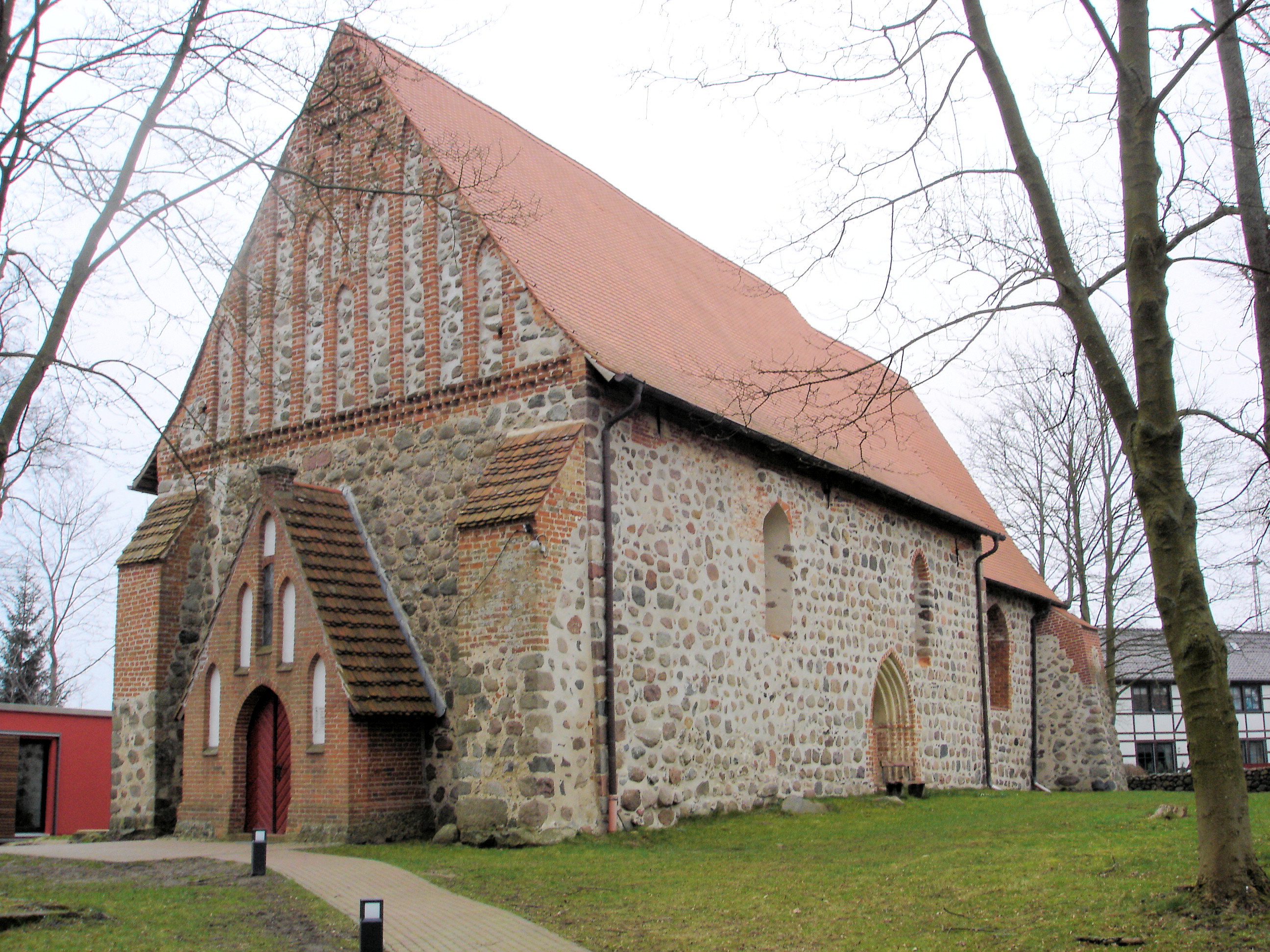
Westgiebel

Die Dorfkirche Vilz ist die Kirche der Evangelisch-lutherischen Kirchgemeinde Vilz im Landkreis Rostock. Die Gemeinde gehört zur Propstei Rostock im Kirchenkreis Mecklenburg der Evangelisch-Lutherischen Kirche in Norddeutschland. Vilz ist ein Ortsteil der Stadt Tessin.

## Geschichte
Das Dorf Vilz, in älteren Urkunden auch Vylistiz, war vermutlich eine Schenkung des pommerschen Herzogs Kasimir I. an Bischof Berno von Schwerin im Jahre 1178. Die Kirche, die dem Apostel Jacobus geweiht wurde, stammt aus der ersten Hälfte des 13. Jahrhunderts. Die Weihe des Altars durch den Bischof von Cammin fand nach einer 1560 gefertigten Abschrift eines Protokolls 1232 statt. Fraglich ist, ob die Kirche schon die jetzige Form hatte. Seit 1247 gehörte sie zum Archidiakonat Altkalen im Camminer Sprengel. Das Patronat hatte die Familie von Moltke bis in das 19. Jahrhundert. Ebenfalls ein Patronat hatte die Familie von Koss, die von 1648 bis 1855 das Gut Vilz besaßen. Danach übernahm Carl Baron Waitz von Eschen das Gut und Patronat.

## Baubeschreibung

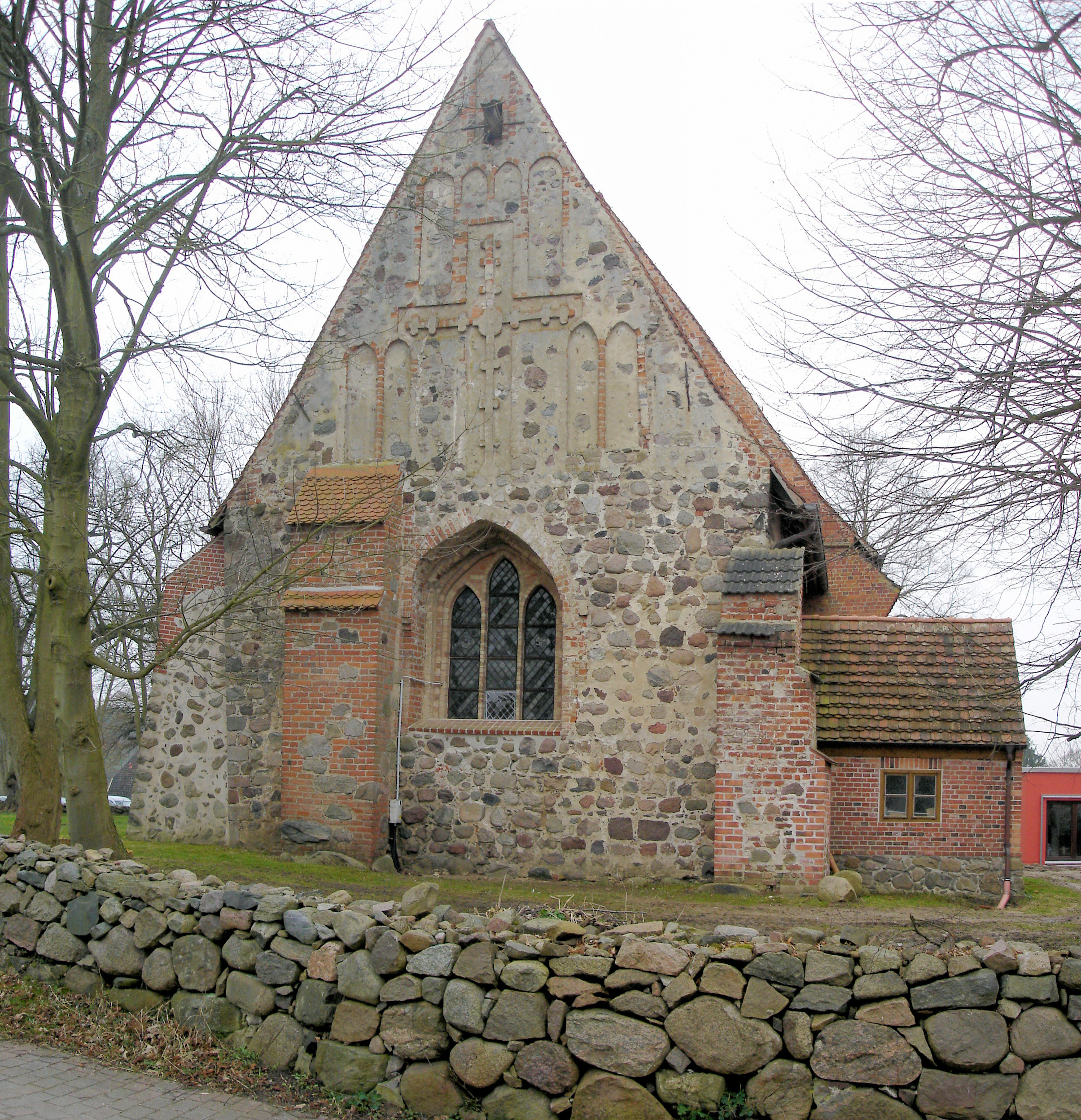
Ostgiebel

Die Kirche ist ein turmloser Bau aus Findlingen. Lediglich in den Fenster- und Portallaibungen sowie in der Gestaltung der Giebel sind Backsteine verwendet worden. Der Chor, der im Osten platt abschließt, ist um eine Stufe erhöht und mit einem achtteiligen Helmgewölbe gedeckt. Das Kirchenschiff ist dagegen mit einer flachen Holzdecke geschlossen. Die Fensterform weist auf eine Entstehungszeit im Übergang von der Romanik zur Gotik und lassen die Vermutung zu, dass die jetzige Gestalt der Kirche erst zum Ende des 13. Jahrhunderts erreicht war. Im Westen finden sich zwei starke Strebepfeiler, ein weiterer an der Südostecke des Chores und zwei an der Ostwand. Die Giebel sind mit bemerkenswertem Blendschmuck versehen. Auf der Südseite befinden sich zwei Portale, die Laibungen mit Kanten und Wulsten aus Backstein aufweisen. Das Portal in der Wand des Langhauses ist zugemauert. Das Hauptportal im westlichen Giebel mit vorgebauter Halle stammt aus dem 19. Jahrhundert. Nördlich an den Chor ist eine Sakristei angebaut. Die Glocke hängt in einem südlich vor der Kirche stehenden Glockenstuhl.

## Inneneinrichtung
In der Kirche ist an der West- und Nordseite des Langhauses eine Empore eingebaut. Mittig über dem westlichen Portal steht eine Orgel von Friedrich Hermann Lütkemüller aus der Zeit um 1862 mit sieben Registern auf einem Manual und Pedal. Der Flügelaltar ist spätgotisch. In der Mitte befindet sich die Kreuzigungsszene, im rechten Flügel oben die Szene in Gethsemane, unten Pontius Pilatus, der seine Hände wäscht. Der linke Flügel zeigt unten die Krönung mit der Dornenkrone und oben die Kreuztragung. 1730 wurde der Altar renoviert. Die Kanzel im Rokokostil ist von 1755 und ist mit Schnitzwerk der vier Evangelisten geschmückt. In der Kirche stehen zwei Stuhlwangen von 1575 mit Wappen u. a. derer von Moltke. 

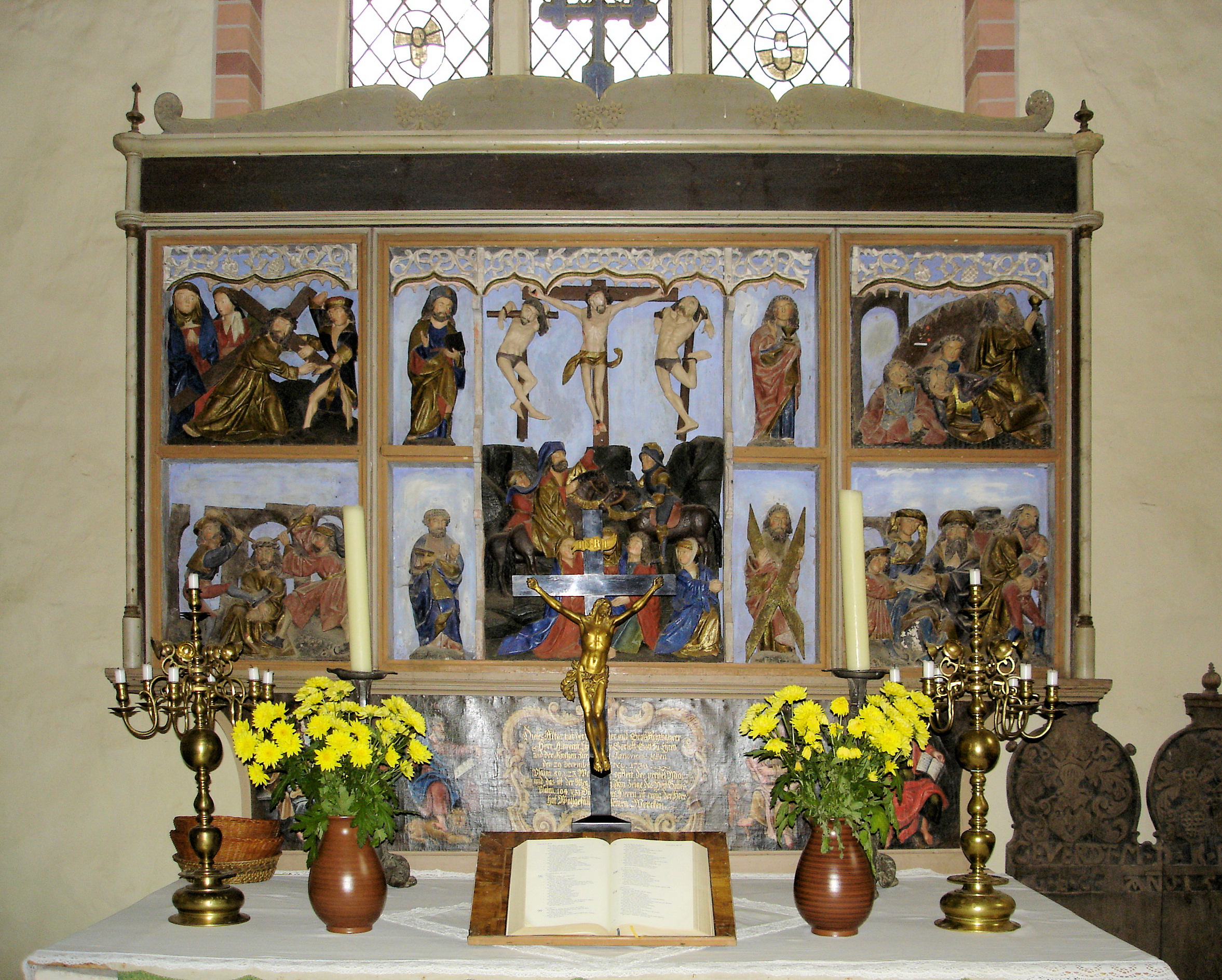
Altar
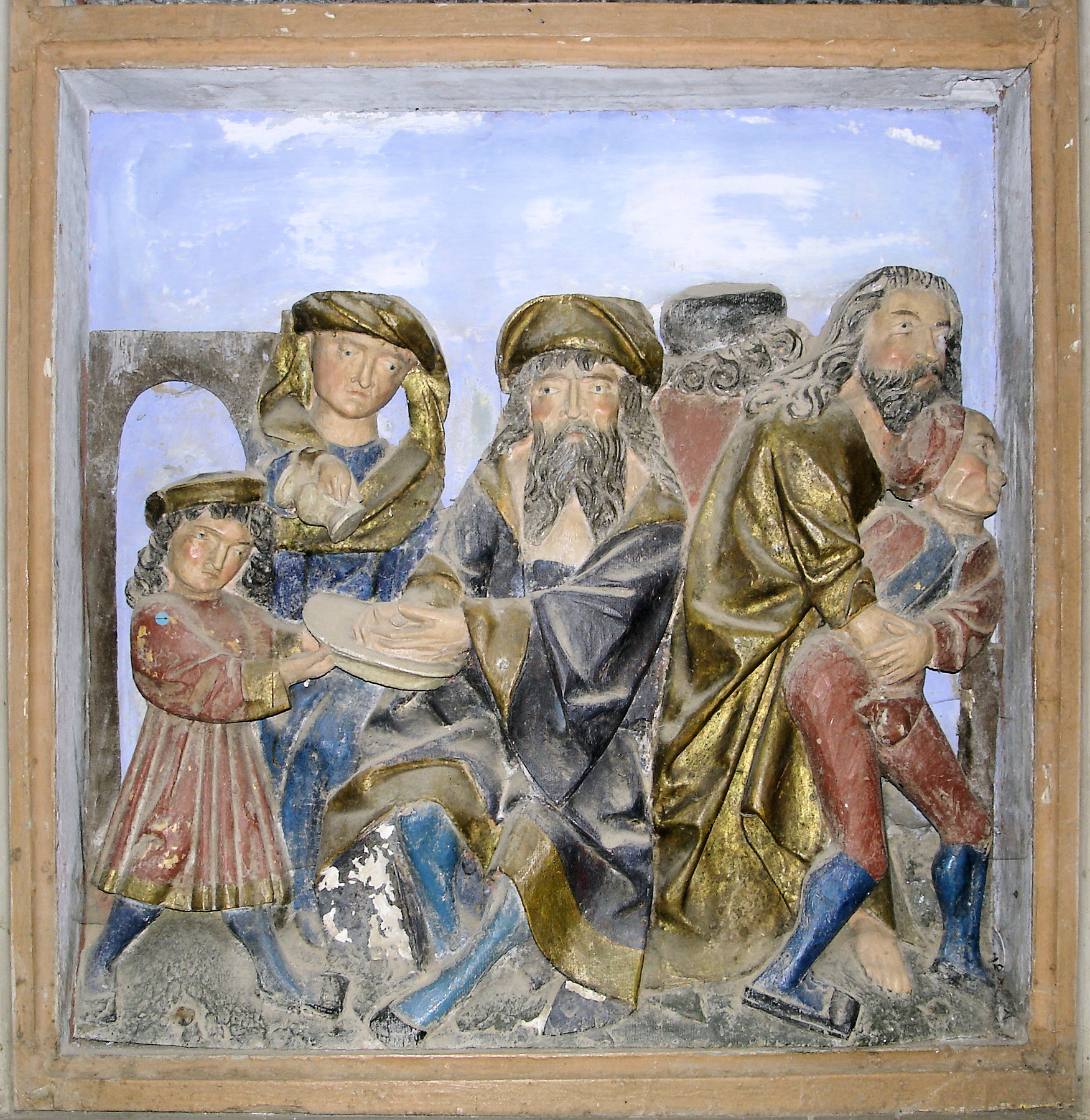
Pilatus
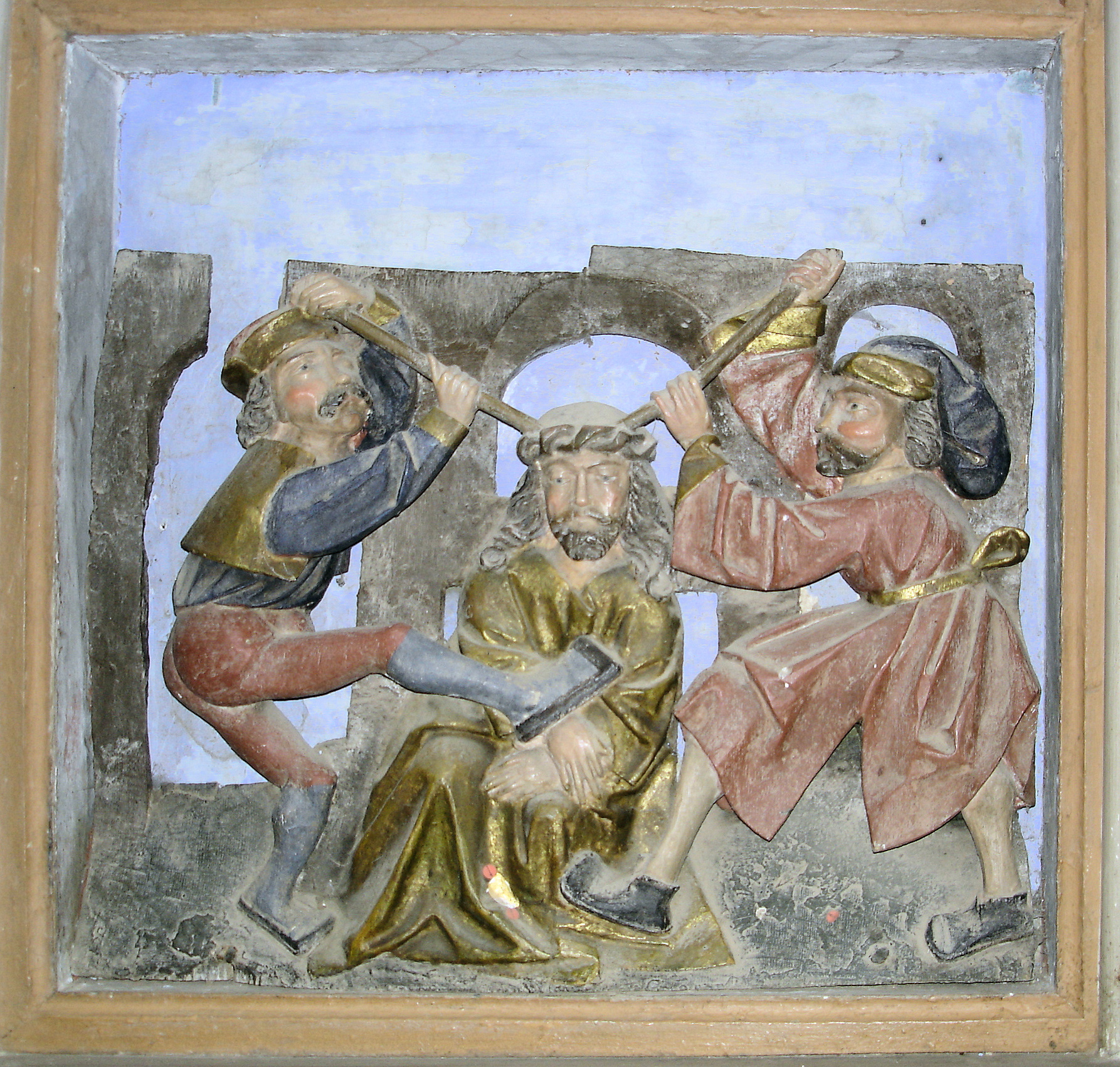
Dornenkrönung
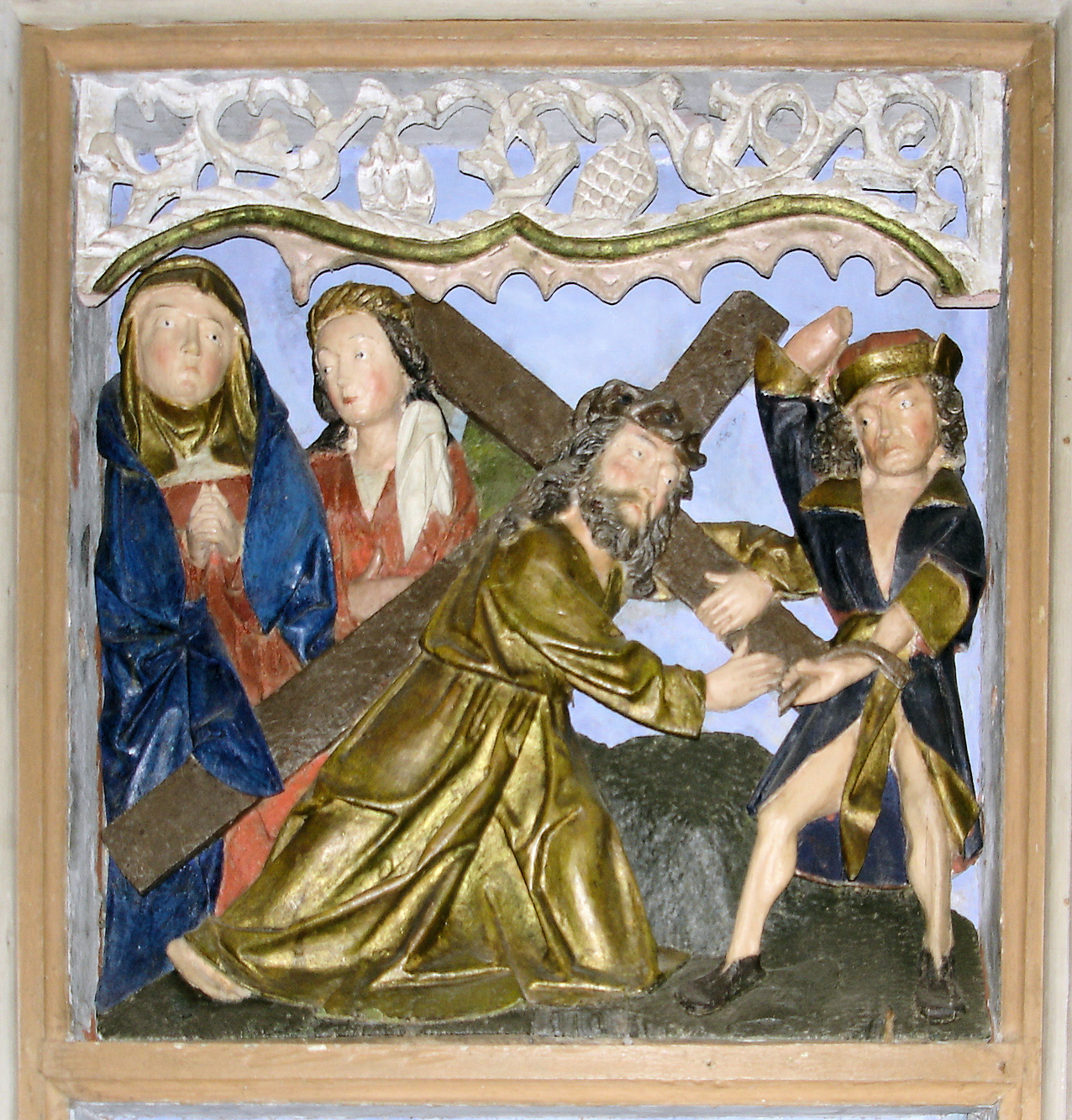
Kreuztragung

## Gemeinderäume
Unmittelbar neben der Kirche wurde 2008 ein neues modernes Funktionsgebäude eingeweiht, in dem vielfältige Aktivitäten der Kirchgemeinde stattfinden und im Winter Gottesdienst gefeiert wird.